# Heinz Wehner (Jazzmusiker)
Heinz (Heinrich) Wehner (* 21. Mai 1908 in Obstfeld in Westfalen; † vermutlich Januar 1945 bei Landsberg an der Warthe) war ein deutscher Jazzmusiker, Bandleader, und Arrangeur, der mit seinem „Telefunken-Swing-Orchester“ zu den europäischen Spitzenbands zählte.

## Leben und Wirken
Wehner hatte seit seinem zwölften Lebensjahr auf dem Konservatorium in Hannover Musik studiert und seine besonderen Fähigkeiten als Violin- und Trompeten-Solist erkannt; bei Börge Friis (1914–1998) in Berlin konnte er später eine Kenntnisse in der Praxis vertiefen. Wehner, vom Jazz der zwanziger Jahre begeistert, gründete 1925 zunächst ein Trio, das er in den nächsten Jahren zum Oktett erweitern konnte. Schon bald trat er mit diesem Ensemble nicht nur in der Region Hannover, sondern auch im Bergischen Land und auf Norderney auf.
1933 bot sich ihm die Möglichkeit für einen ersten großen Auftritt im renommierten Düsseldorfer Tanzpalast „Tabaris“. Im gleichen Jahr stand er mit einer sechsköpfigen Barkapelle in der Berliner Ritz-Bar. 1934 konnte man ihn im Berliner „Europahaus“ am Anhalter Bahnhof hören, in dem damals viele bekannte Jazz- und Unterhaltungsorchester gastierten. Kurz vor diesem Auftritt hatte Wehner den bereits bekannten Willy Berking als Posaunisten gewinnen können, aber auch Benny de Weille und den Pianisten Helmuth Wernicke. Von da an feierte er große Erfolge mit amerikanischen Swingnummern. Bereits Anfang 1935 lud ihn Telefunken, eine der größten deutschen Schallplattenfirmen, zu ersten Studioaufnahmen ein. Im Februar desselben Jahres fand mit einer Interpretation von „White Jazz“ Wehners erste Platteneinspielung mit einer Zehn-Mann-Kapelle statt. Diese frühen Arrangements erschienen zunächst in Telefunkens preiswertem Sortiment Musikus. Als exklusiver Vertragspartner der Telefunken avancierte Heinz Wehners Kapelle zum „Telefunken-Swing-Orchester“. Die Firma Telefunken, die angeregt durch die Verkaufserfolge seit 1937 auch nach ausländischen Jazz-Talenten Ausschau hielt, leistete sich damit unabhängig von den Maßregelungen der Reichsmusikkammer ein Swing-Orchester amerikanischer Prägung. Es entstanden Platten mit anderen Musikgrößen wie Peter Igelhoff, Eric Helgar und Franz „Teddy“ Kleindin. In schlüpfrigen Beiträgen, wie dem von Roman Blahnik komponierten und von Igelhoff gesungenen „Meine Adelheid“ griff Wehner im Mai 1936 auf die deutsche kabarettistische Musiktradition des vergangenen Jahrzehnts zurück.
Zum Telefunken-Swing-Orchester Heinz Wehner gehörten neben ihm selbst unter anderem Herbert Müller (Klarinette/Altsaxophon), Willy Berking (Posaune), Kurt Hoffmann (Posaune), Ewald Meyer, Artur Flömer, Helmuth Wernicke (Piano), Hermann Scholz, Ronny Niepel sowie der Österreicher Theo Ferstl (Trompete und Arrangement), der 1942 zum neugegründeten Deutschen Tanz- und Unterhaltungsorchester (DTU) wechselte. Wehner übernahm neben der Leitung zumeist auch die Gesangspartien auf Englisch und Deutsch. Die erhaltenen Aufnahmen von 1935 bis 1941 machen den Weg von der Jazz-Kapelle zur elegant-swingenden Big Band deutlich.
Durch öffentlichen Auftritte, Platten und den Rundfunk wurde Wehner international bekannt. In der Ausgabe 12/1937 des US-Jazzmagazins „Down Beat“ bezeichnete der Kritiker Dick McBougall das Telefunken-Orchester im Jazz-Magazin „als beste Band im Nazireich“. Ähnliches Lob kam auch aus Schweden. Spätestens ab diesem Zeitpunkt gehörte Heinz Wehner neben Teddy Stauffer zu den beliebtesten deutschsprachigen Swing-Musikern, was sich auch an der Zahl seiner Platteneinspielungen zeigte.
Für eine 1938 geplante Tournee durch Schweden versuchte Wehner erfolgreich, Kleindin, der auch ein guter Cellist war, zu gewinnen, was ihm bei den dort geplanten Tanzteenachmittagen sehr zugutekam. Erst abends trat die Kapelle mit Swing-Musik auf. Die Schweden-Tournee wurde ein großer Erfolg. Höhepunkt war stets Wehners Arrangement des „Tiger Rag“. Es ist überliefert, dass die tatsächlichen Konzertauftritte wesentlich „heißer“ waren, als es die erhaltenen Plattenaufnahmen wiedergeben, die stets auch mit der allgegenwärtigen Zensur zu kämpfen hatten. Im September 1938 spielte er den erstmals 1930 erschienenen „Bye Bye Blues“ auf Telefunken ein.
Wehner arbeitete für vielen führenden Berliner Tanzkaffees und -palästen wie dem „Cafe Berolina“ oder der „Femina.“ Mit sieben Engagements, insgesamt 16 Monate lang, hielt Wehner den Spitzenplatz unter den im „Delphi-Palast“ spielenden Kapellen. Der Ruf dieses Tanzpalastes als Pilgerstätte des Swing war durch Elfriede Scheibel, der Besitzerin des „Delphi“ und deren Engagement von Teddy Stauffer und seiner „Original Teddies“ 1936 begründet worden. 1941 heiratete Wehner Elfriede Scheibel. Im Januar desselben Jahres war bereits der „Delphi-Fox“ für den Plattenverkauf eingespielt worden. Das dem Tanzpalast gewidmete jazzende Instrumentalstück hatte Theo Ferstl komponiert.
Dass es nie zu einem bemerkenswerten Eingreifen der Musikkammer gegen das jazzige „Delphi“ kam, ist möglicherweise den diplomatischen Bemühungen von Wehners Ehefrau zu verdanken. Dennoch bleibt es außergewöhnlich, dass Wehner – wenn es auch Verwarnungen gab – für seinen Swing trotz „gelegentlich heraussprudelnder Hitzewellen und englischem Refraingesang“ (Zeitschrift Der Artist) von der deutschen Fachpresse auch Lob erhielt. Ein Grund lag sicher in der Tatsache, dass sich insbesondere das jüngere deutsche Publikum in den Großstädten bis zum Kriegseintritt der USA Ende 1941 von perfekt inszenierten amerikanischen Musikrevue-Filme beeindrucken lassen konnte, deren Stücke anschließend von deutschen Bands nachgespielt wurden. Um das Publikum bei Laune zu halten, kamen im Laufe des Krieges ausstattungsreiche Revuen, gegen Ende auch Farbproduktionen, auf die Kinoleinwände, die mit teils stark swingenden Elementen an amerikanische Vorbilder anknüpften. Wie die Schellackaufnahmen zeigen, griff Wehner auch weiterhin unbeirrt auf die jeweils populären Stücke in den USA zurück und sang deren Texte im englischen Original, wie 1940 das durch Judy Garland berühmt gewordene „Over the Rainbow“ aus dem 1939 erschienenen Musicalfilm „Der Zauberer von Oz“. Beide Titel wurden bereits ein Vierteljahr später verboten und durften nur noch im Export verkauft werden.
Schon mit Kriegsbeginn 1939 war es durch Joseph Goebbels zu einem Verbot gekommen, Tanzmusik im Rundfunk zu übertragen. Da die deutschen Frontsoldaten ab diesem Zeitpunkt jedoch verstärkt verbotene britische Sender zu hören begannen und auch US-amerikanische Spielfilme bis zur deutschen Kriegserklärung im Kinoprogramm blieben, kam es bis Dezember 1940 wieder zu einer Lockerung des Übertragungsverbotes – seichte Tanzmusik, später auch jazzige Stücke, waren wieder erlaubt. Umso härter gingen einzelne Dienststellen jetzt jedoch gegen die Swing- und Jazzkapellen vor. Zugute kam den Orchestern, dass die Meinung über den Swing in der Bevölkerung sehr gespalten war. Besonders Jugendliche seien von „krasser und perverser Hotmusik“ angetan, heißt es in den Meldungen aus dem Reich, den geheimen innenpolitischen Lageberichten des Sicherheitsdienstes des Reichsführers SS vom 6. März 1941. Unter anderen wird in dem Bericht auch Wehner, der damals in Dortmund engagiert war, für seine „Hot- und Swingmelodien“ angegriffen. Das einmal zögerliche, dann wieder offensive und manchmal sogar bewusst nachlässige Verhalten der Nationalsozialisten gegenüber Jazz und Swing sowohl im Reichsgebiet als auch in den besetzten Gebieten ergibt kein einheitliches Bild.
Im Jahr seiner Heirat, 1941, wurde Wehner für die Truppenbetreuung als Leiter eines Wehrmachtsorchesters für den Soldatensender Oslo nach Norwegen geschickt und begleitete dort 1942 Lale Andersen. Er spielte aber während seiner Fronturlaube regelmäßig im „Delphi“ und nahm bis zuletzt Swing-Platten auf. In Norwegen entstanden für die Truppenbetreuung unter dem Zeichen des Reichsadlers mit Hakenkreuz unverkäufliche „Sonderaufnahmen im Auftrage des Reichskommissars für die besetzten norwegischen Gebiete“ mit der „Tanzkapelle Heinz Wehner“. Dabei traten Sängerinnen wie Olga Rinnebach und Rosl Rauch auf. Bis 1944 blieb er mit seinem Wehrmachtsorchester in Norwegen; dann wurde er über die besetzte Tschechoslowakei an die Ostfront versetzt. Eine Einspielung, die Ende 1944 mit dem Orchester des tschechischen Jazzers Karel Vlach in Prag entstand, gilt als seine letzte Aufnahme. Bei den Rückzugsgefechten im Raum Landsberg an der Warthe wurde Heinz Wehner zuletzt am 21. Januar 1945 gesehen. 1958 erfolgte seine Todeserklärung.

## Arrangements (Auswahl)
- Musik erklingt, 1936 (Hodgson/Farley/Riley/Berthold) Heinz Wehner mit dem Telefunken-Swing-Orchester; Gesang: Heinz Wehner und die Spree Revellers
- Meine Adelheid, 1936 – (Blahnik/Peter Igelhoff) Heinz Wehner mit dem Telefunken-Swing-Orchester; Gesang: Peter Igelhoff
- Ich wollt ich wär ein Huhn, 1936 – (Musik: Peter Kreuder/Text: Hans-Fritz Beckmann) Heinz Wehner mit dem Telefunken-Swing-Orchester; Gesang: Heinz Wehner
- Zuerst sagst Du „Ja“ und dann sagst Du „Nein“, 1936 (Musik: Leo Eysoldt/Text: Kurt Feltz) Heinz Wehner mit dem Telefunken-Swing-Orchester; Gesang: Eric Helgar
- Montag, Dienstag, Mittwoch, 1937 (Manfred Zalden/Wilhelm Krug/Heinz) Heinz Wehner mit Kapelle; Gesang: Eric Helgar
- San Francisco, 1937 (Bronislaw Kaper/Walter Jurmann/Gus Kahn) Heinz Wehner mit Kapelle; Gesang: Heinz Wehner
- Tiger Rag, (Nick LaRocca) Heinz Wehner mit Kapelle
- Bye Bye Blues, 1938 (Hamm, Bennett, Lown, Gray) Heinz Wehner und sein Tanzorchester
- Das Fräulein Gerda, 1938 (Helmuth Wernicke) Heinz Wehner mit Kapelle; Gesang: Heinz Wehner
- Der Onkel Doktor hat gesagt, 1938 (Peter Igelhoff/Klaus S. Richter) Heinz Wehner mit Kapelle; Gesang: Heinz Wehner
- Kleine Frau warum so traurig, 1939 (Fritz Weber) Heinz Wehner mit Kapelle
- Under the Red Moon of the Pampas, 1939 (Jack Lorimer/Tommie Connor) Heinz Wehner mit Kapelle; Gesang: Heinz Wehner
- Over the Rainbow, 1940 (Harold Arlen) Heinz Wehner mit Kapelle; Gesang: Heinz Wehner
- In A Eighteenth Century Draing Room, 1940 (Warnow nach: Mozart, Klaviersonate C-Dur, KV 545) Heinz Wehner mit Kapelle
- Delphi Fox, 1941 (Theo Ferstl) Heinz Wehner mit Kapelle
- So liebt bist du zu mir, 1941 (W. Borchert) Heinz Wehner mit Kapelle; Gesang: Rosl Rauch